# أحمد الشربيني
أحمد الشربيني (بالكرواتية: Ahmad Sharbini)‏ هو لاعب كرة قدم كرواتي ولد 21 يناير عام 1983 وموطنه الأساسي فلسطين يلعب لنادي الوحدة. ويعتبر هداف الدوري الكرواتي سابقا وأتى للوحدة منتصف الموسم الماضي في الانتقالات الشتوية ز سجل مع الوحدة هدفين كما يعتبر من المهاجمين الخبيرين حاليا، وهو شقيق لاعب نادي رييكا الكرواتي أنس الشربيني. جاء أحمد للوحدة من نادي هايدوك سبليت الكرواتي.

## الروابط الخارجية
- أحمد الشربيني على موقع الاتحاد الدولي (مؤرشف)  (الإنجليزية)
- أحمد الشربيني على موقع اتحاد كرواتيا (الكرواتية)
- أحمد الشربيني على موقع قاعدة بيانات كرة القدم.إي يو (الإنجليزية)
- أحمد الشربيني على موقع Soccerway.com (الإنجليزية)
- أحمد الشربيني على موقع عالم كرة القدم.نت (الإنجليزية)